# 孟塬乡
孟塬乡，是中华人民共和国宁夏回族自治区固原市彭阳县下辖的一个乡镇级行政单位。

## 行政区划
孟塬乡下辖以下地区：
椿树岔村、白杨庄村、小石沟村、何岘村、玉塬村、高岔村、牛耳塬村、双树村、赵山庄村、草滩村和虎山庄村。